# Moacir Rodrigues Santos
Moacir Rodrigues Santos (født 21. marts 1970, død 20. juli 2024) var en brasiliansk fodboldspiller.

## Brasiliens fodboldlandshold
| Brasiliens landshold | Brasiliens landshold | Brasiliens landshold |
| År                   | Kmp                  | Mål                  |
| -------------------- | -------------------- | -------------------- |
| 1990                 | 3                    | 0                    |
| 1991                 | 2                    | 0                    |
| Total                | 5                    | 0                    |